# Reclassified
Reclassified é uma reedição do álbum de estreia da rapper australiana Iggy Azalea, The New Classic. Lançado no dia 24 de Novembro de 2014, o re-lançamento apresenta cinco canções recém-gravadas. Azalea anunciou o seu relançamento na legenda de uma postagem no Instagram com a capa do material. Para promover a reedição do seu álbum anterior, Azalea lançou como singles "Beg for It" em parceria com a cantora dinamarquesa MØ e "Trouble" com Jennifer Hudson. Após o lançamento, a primeira conquistou a posição #27 na Billboard Hot 100 e a última teve pico de #67 na mesma. Está confirmado que as músicas estarão na lista de performances da The Great Escape Tour, que também irá promover o álbum de estreia de Azalea.

## Antecedentes
Em abril de 2014, Azalea lançou seu primeiro álbum de estúdio The New Classic. Após seu lançamento, The New Classic estreou na 3ª posição na Billboard 200 e no Top 5 de vários mercados internacionais. O álbum também liderou as paradas de álbuns, como a Billboard R&B/Hip-Hop Albums. Ele foi recebido com críticas mistas dos críticos de música. O quarto single do álbum, "Fancy", tornou-se um grande avanço para Azalea atingindo a 1ª posição na Billboard Hot 100 por sete semanas consecutivas. O single passou a se tornar o maior que ficou com a 1ª posição de uma rapper feminina como uma artista na liderança, superando "Lady Marmalade", que contou com a rapper americana Lil' Kim. O single seguinte, "Black Widow" atingiu um pico de 3ª posição no Hot 100.
Em 4 de setembro de 2014, Azalea anunciou que ela iria reeditar seu álbum de estreia The New Classic. Ela comentou que uma colaboração com a cantora inglesa Ellie Goulding será incluída no próximo projeto, Azalea mais tarde revelou que ela estaria colaborando com Ellie Goulding em uma faixa chamada "Heavy Crown", apresentada no filme Kingsman: The Secret Service.
Azalea confirmou que "Beg For It" seria o primeiro single, com a participação da cantora dinamarquesa MØ.

## Novo material
Durante uma entrevista com Extra para o Vevo Certified SuperFanFest em 8 de outubro de 2014, Azalea comentou que ela era "muito animada" sobre seu lançamento dizendo que o novo material era "uptempo e divertido," adicionando que fez muito mais colaborações porque "senti que eu tinha as portas abertas para mim e eu tive a oportunidade de colaborar com artistas que eu não tinha colaborado antes, após que eu fiz meu primeiro álbum". Durante outra entrevista com Radio.com nos bastidores no show da CBS Radio We Can Survive, no Hollywood Bowl, em 24 de outubro de 2014, Azalea mencionou seu desejo de longa data para trabalhar com Ellie Goulding, e várias vezes ela foi abordada por Goulding sobre uma canção que se tornaria pesada "Heavy Crown", recordando que "interpretou isso para mim e eu estava no amor com ele e senti que era então meio adequado para que isso seja a nossa colaboração porque traz algo de diferente em ambos os artistas que normalmente não se vê". Mais notavelmente, a faixa mostra um lado mais ousado de Goulding, cujo Azalea chama-a de "som etéreo e exclusivo". "Ela adorou porque ela se sentiu como se ela não fizesse mais coisas que são tão agressivas como nossa canção juntas", explicou Azalea.

## Lançamento e produção
O trabalho artístico para Reclassified foi revelado em 9 de outubro de 2014. Azalea, em seguida, estreou uma faixa do álbum, "Iggy SZN", disponibilizada com a pré-venda do álbum na iTunes Store em todo o mundo. Ela cantou o primeiro single, "Beg for It", com MØ, pela primeira vez no quarto episódio da temporada de Saturday Night Live 40, hospedada por Jim Carrey. Em 12 de novembro, Azalea carregou em seu canal do YouTube uma prévia da primeira faixa Reclassified, "We In This Bitch". Em 14 de novembro mais uma prévia, dessa vez de "Heavy Crown", também foi carregado no canal. Em 17 de novembro, uma prévia da faixa final do álbum de "Trouble", com Jennifer Hudson, também foi revelado. Azalea também realizou "Beg for It" durante um medley com "Fancy", caracterizando Charli XCX, no American Music Awards em 23 de novembro de 2014, onde ela ganhou dois prêmios por álbum favorito de Rap/Hip-Hop e artista favorito de Rap/Hip-Hop. Em 24 de novembro de 2014, um vídeo oficial do lírico para "Beg for It" estreou em seu canal na Vevo. Ela também uniu-se com as raízes para um desempenho em The Tonight Show Starring Jimmy Fallon em 26 de novembro de 2014.

## Recepção da crítica
Jim Farber, do New York Daily News, deu para Reclassified três e meia estrelas de cinco, elogiando as novas faixas "We In This Bitch", "Heavy Crown", "Trouble" e "Iggy SZN", afirmando que "Felizmente, a maioria das faixas realmente valem a pena. Isso é vital, uma vez que apenas cinco das canções se qualificam como algo genuinamente novo." Apesar de elogiar a maioria das novas faixas, ele expressou o desagrado em direção a "Beg for It", expressando que parece preguiçoso. Ele concluiu, "embora Azealea termina o álbum com uma admissão de que o diadema de ouro do pop fama vai e vem, alegremente" afirma. "No momento, parece que ela merece".
Mark Beaumont, da NME, deu uma classificação de seis em cada dez, uma pontuação mais elevada do que a revisão de versão original do álbum pela mesma publicação, afirmando que "a rapper oferece uma ligeira melhoria no seu LP de estreia com esta reedição". Mike Wass da Idolator deu ao álbum uma classificação de 4/5, chamando-o de "como uma oportunidade boa para reconhecer que estreia é na verdade implacavelmente agradável, como qualquer" acrescentando que "lá não é uma trilha de fracasso" e "as outras novas faixas, como "Heavy Crown" destaca-se como outro sucesso futuro". Rory Cashin, de State, deu ao álbum três de cinco estrelas, comentando que "as novas adições estão principalmente como as vencedoras", mas "assim como a primeira vez que sai com este álbum, Iggy tem um problema; se esforçou para agradar a mesma e por favor a rádio comercial". David Jeffries, do AllMusic, que também tinha analisado The New Classic, deu três e meia de cinco estrelas e disse: "No final, Reclassified é um esforço melhor do que The New Classic e oferece mais estrondo para o fanfarrão, mas este "liberá-lo até você acertar" é relativo para os consumidores, que agora tem uma escolha entre tudo de recomprar ou procurar os novos números por conta própria".

## Lista de faixas
| Edição padrão  |                                    |                                                                                                |                               |         |  |
| N.º            | Título                             | Compositor(es)                                                                                 | Produtor(es)                  | Duração |  |
| 1.             | "We in This Bitch"                 | Amethyst Kelly The Invisible Men Saltwives Turner                                              | The Invisible Men Saltwives   | 4:10    |  |
| 2.             | "Work"                             | Kelly Sims Markous Roberts Pebworth Astasio Shave                                              | 1st Down The Invisible Men    | 3:43    |  |
| 3.             | "Change Your Life" (com T.I.)      | Kelly Clifford Harris Raja Kumari Nasri Atweh Adam Messinger Lovy Longomba Natalie Sims        | The Messengers                | 3:40    |  |
| 4.             | "Beg for It" (com MØ)              | Kelly Charlotte Aitchison                                                                      | The Invisible Men The Arcade  | 2:58    |  |
| 5.             | "Black Widow" (com Rita Ora)       | Tor Erik Hermansen Mikkel Storleer Eriksen Benjamin Levin Katy Perry [ 21 ] Sarah Hudson Kelly | StarGate                      | 3:29    |  |
| 6.             | "Trouble" (com Jennifer Hudson)    | Kelly Judith Hill Isabella Summers The Invisible Men Saltwives Turner                          | The Invisible Men Saltwives   | 2:46    |  |
| 7.             | "Don't Need Y'all"                 | Turner Jon Mills Shave Pebworth Astasio Kelly                                                  | The Invisible Men The Arcade  | 3:33    |  |
| 8.             | "Rolex"                            | Kelly Astasio Pebworth Shave Mckenzie                                                          | The Invisible Men The Arcade  | 3:23    |  |
| 9.             | "IGGY SZN"                         | Kelly The Invisible Men Darryl Reid Turner                                                     | The Invisible Men Darryl Reid | 3:20    |  |
| 10.            | "Fancy" (com Charli XCX)           | Kelly Aitchison Astasio Pebworth Shave Mckenzie                                                | The Invisible Men The Arcade  | 3:19    |  |
| 11.            | "Heavy Crown" (com Ellie Goulding) | Kelly Goulding The Invisible Men Saltwives Turner                                              | The Invisible Men Saltwives   | 3:52    |  |
| 12.            | "Bounce"                           | Mark Orabiyi Oladayo Olatunji Sims Kelly Mark Hadfield Mike Di Scala Jochem George Paap        | Reeva & Black                 | 2:47    |  |
| Duração total: | Duração total:                     | Duração total:                                                                                 | Duração total:                | 51:11   |  |

## Desempenho nas tabelas musicais

### Charts
| Tabela musical (2014-15)                   | Melhor posição |
| ------------------------------------------ | -------------- |
| Austrália (ARIA)                           | 32             |
| Austrália (Australian Urban Albums - ARIA) | 3              |
| Dinamarca (Hitlisten)                      | 31             |
| Suécia (Sverigetopplistan)                 | 32             |
| Reino Unido (UK Albums Chart)              | 59             |
| Reino Unido (UK R&B Albums Chart)          | 4              |
| Estados Unidos (Billboard 200)             | 16             |
| Estados Unidos (Top R&B/Hip Hop Albums)    | 6              |
| Estados Unidos (Top Rap Albums)            | 5              |